# Sean Gunn
Sean Gunn (sinh ngày 22 tháng 5 năm 1974) là một diễn viên người Mỹ được biết đến qua các vai diễn như Kirk Gleason phim truyền hình Gilmore Girls (2000–2007) và Kraglin trong 2 bộ phim thuộc vũ trụ điện ảnh Marvel là Guardians of the Galaxy (2014) và Guardians of the Galaxy Vol. 2 (2017). Ông là em trai của James Gunn, thường xuất hiện trong các bộ phim của vị đạo diễn này. 

## Thời niên thiếu
Sinh ra tại St. Louis, Missouri, Gunn là người trẻ nhất trong 6 anh chị em, trong đó có nhà làm phim James, diễn viên chính trị và nhà văn Matt, nhà biên kịch Brian, nhà sản xuất và cựu Phó Chủ tịch điều hành của Artisan Entertainment Patrick cùng với một người chị làm nghề luật sư tên là Beth. Cha mẹ của họ là bà Leota và ông James F. Gunn, một người đã nghỉ hưu và từng là đối tác và luật sư cho công ty luật Thompson Coburn ở St. Louis.
Gunn và các anh chị của mình đã từng theo học tại trường trung học Dòng Tên của đại học St. Louis, ông tốt nghiệp năm 1992. Ông sau đó theo học khoa nhạc kịch tại Đại học DePaul và tốt nghiệp vào năm 1996. Sau khi tốt nghiệp, ông mở một nhà hát nhỏ cùng bạn bè.

## Sự nghiệp
Năm 1995, Gunn đóng vai Sammy Capulet trong bộ phim hạng B Tromeo and Juliet. Đến năm 2000, ông đóng vai diễn khách mời cho nhận vật Mick trong phim truyền hình Gilmore Girls, một người lắp cáp DSL. Gunn được gọi trở lại đóng tiếp một vai diễn nữa trong phần 1 của bộ phim này, lần này ông vào vai Kirk Gleason, một trong những cư dân kỳ dị nhất tại thị trấn Stars Hollow. Kể từ năm 2002 cho đến phần cuối cùng của show truyền hình này vào năm 2007, Gunn đã trở thành một nhân vật quen thuộc của chương trình. Ông cũng đóng góp vào vai diễn Rooster xuất hiện thường xuyên trong phim truyền hình October Road. 
Mặc dù được biết đến nhiều nhất thông qua phim truyền hình Gilmore Girls, Sean Gunn cũng xuất hiện trong nhiều vai diễn khác mới của các show truyền hình khác, bao gồm Angel; 3rd Rock from the Sun; Yes, Dear; True Jackson, VP; Andy Richter Controls the Universe và Bunheads. Gunn cũng tham gia đóng quảng cáo trong vai một đặc vụ của Hãng dịch vụ thông tin tin nhắn KGB.com. Đối với các phim điện ảnh, Gunn cũng diễn khá nhiều vai, đáng chú ý nhất là "người ngoài hành tinh mồ côi/Doug" trong phim The Specials, đây cũng là một bộ phim mà ông góp mặt trong vai trò đồng sản xuất. 
Đến năm 2003, Gunn xuất hiện trong phim ngắn The Man Who Invented the Moon, được đạo diễn bởi người bạn học cũ cũng như là đồng nghiệp trong phim Gilmore Girls, John Cabrera. Gunn và Cabrera đã từng là những người đồng nghiệp rất thân thiết hồi còn ở Chicago vào giữa những năm 90.
Cùng với 2 anh trai James và Brian, ông cũng tham gia sản xuất và diễn xuất trong chương trình phim kiêu dâm PG Porn. Ông cũng vào vai một người đàn ông bảo dưỡng máy tính trong show truyền hình True Jackson VP của Nickelodeon. Gunn còn tham gia vào chuỗi chương trình quảng cáo trên truyền hình của Knowledge Generation Bureau. Ông xuất hiện trong bộ phim Super vào năm 2010, được lên kịch bản và đạo diễn bởi người anh trai James.
Sean cũng từng lồng tiếng cho nhân vật Swan trong video game Lollipop Chainsaw của Warner Brothers, cũng được lên kịch bản bởi người anh trai James.
Gunn có một vai trong tập phim "Makeover" của Glee với nhân vật  Phineas Hayes.
Vào năm 2014, ông được phân vai thực hiện các phân cảnh hành động cho nhân vật Rocket và vào vai Kraglin, người đội phó trong nhóm của Yondu Udonta trong Guardians of the Galaxy.
Năm 2014, ông vào vai nhân vật phụ trong tập phim "The Corpse at the Convention" của phim Bones, được sản xuất bởi Fox. Đến năm 2017, ông tiếp tục vào vai Kraglin trong Guardians of the Galaxy Vol. 2, lần này được góp mặt nhiều hơn, và một lần nữa vẫn thực hiện các pha hành động cho nhân vật Rocket.
Gunn và người bạn Nick Holmes đã cùng góp mặt trong các phim Gilmore Girls, Super, PG Porn và Guardians of the Galaxy. Ông còn là người chụp tấm ảnh chân dung cho Holmes.

## Danh sách các phim
| Năm  | Tên phim                       | Nhân vật                     | Ghi chú                                             |
| ---- | ------------------------------ | ---------------------------- | --------------------------------------------------- |
| 1996 | Tromeo and Juliet              | Sammy Capulet/Performer      |                                                     |
| 1997 | Stricken                       | Guffy                        |                                                     |
| 1999 | The Auteur Theory              | Tori York                    |                                                     |
| 2000 | The Specials                   | Người ngoài hành tinh mồ côi | Cũng là nhà sản xuất                                |
| 2001 | Love, Sex & Murder             | Người bồi bàn                | Đồng sản xuất                                       |
| 2001 | Pearl Harbor                   | Người thủy thủ chèo thuyền   |                                                     |
| 2003 | The Man Who Invented the Moon  | Sammy Hughes                 | Cũng là nhà sản xuất Phim ngắn                      |
| 2004 | Fish Out of Water              | Jim                          | Phim ngắn                                           |
| 2005 | Jesus, Mary and Joey           | Stevie                       |                                                     |
| 2008 | Pants on Fire                  | PK                           |                                                     |
| 2010 | Super                          | Toby                         |                                                     |
| 2012 | The Giant Mechanical Man       | George                       |                                                     |
| 2013 | Who the F Is Buddy Applebaum   | Pinto                        |                                                     |
| 2014 | Guardians of the Galaxy        | Kraglin                      | Hỗ trợ cảnh hành động của nhân vật Rocket và Thanos |
| 2015 | The Hive                       | Tiến sĩ Baker                |                                                     |
| 2016 | The Belko Experiment           | Marty Espenscheid            |                                                     |
| 2016 | Ordinary World                 | Ted                          |                                                     |
| 2016 | Po                             | Ben                          |                                                     |
| 2017 | Guardians of the Galaxy Vol. 2 | Kraglin                      | Hỗ trợ cảnh hành động của nhân vật Rocket           |
| 2018 | Avengers: Infinity War         | Rocket                       | Cảnh hành động                                      |
| 2019 | Avengers: Hồi kết              | Rocket                       | Cảnh hành động                                      |

| Năm       | Tên                                 | Vai diễn                                            | Ghi chú                                           |
| --------- | ----------------------------------- | --------------------------------------------------- | ------------------------------------------------- |
| 1999      | Any Day Now                         | Clerk                                               | Tập phim: "A Parent's Job"                        |
| 2000      | Brutally Normal                     | Lenny                                               | 2 tập                                             |
| 1999–2000 | Angel                               | Mars/Lucas                                          | 2 tập                                             |
| 2000      | The Michael Richards Show           | Dennis                                              | Tập phim: "Simplification"                        |
| 2000–2007 | Gilmore Girls                       | Kirk Gleason/Swan Man/Mick/Performer                | 137 tập phim; Nhân vật thường xuyên               |
| 2001      | Inside Schwartz                     | Focus Group Guy #2                                  | Tập phim: "Bless Me Father, for I Have Fired You" |
| 2001      | DAG                                 | Ryan                                                | Tập phim: "Prom"                                  |
| 2001      | 3rd Rock from the Sun               | Người tham gia                                      | Tập phim: "You Don't Know Dick"                   |
| 2001      | Going to California                 | Joey 'Fuzz' Fucetti                                 | 4 Tập phim                                        |
| 2002      | Yes, Dear                           | David Scott                                         | Tập phim: "Making Baby"                           |
| 2002–2003 | Andy Richter Controls the Universe  | Phil                                                | 3 Tập phim                                        |
| 2004      | Gilmore Girls Backstage Special     | Chính mình                                          | TV Movie                                          |
| 2007–2008 | October Road                        | Rooster                                             | 6 tập                                             |
| 2008      | Scream Queens                       | Chính mình - Khách mời                              | Tập phim: "Episode #1.4"                          |
| 2008      | Sparky & Mikaela                    | Dude                                                | Tập phim: "Pilot"                                 |
| 2008      | Humanzee!                           | Humanzee                                            | Tập phim: "Pilot"                                 |
| 2008–2009 | PG Porn                             | Peppermint Patty/Bill Scrotey/Jason/Creator/Nhà văn | Phim truyền hình ngắn; 8 Tập phim                 |
| 2009      | The Jace Hall Show                  | Chính mình                                          | Tập phim: "James Gunn & Brutal Legend"            |
| 2009      | True Jackson, VP                    | Tập phim: "ReTRUEnion"                              |                                                   |
| 2011      | The Homes                           | Paul                                                |                                                   |
| 2011      | For a Green Card                    | Andrew                                              | Tập phim: "What Could Possibly Go Wrong?"         |
| 2011      | The Morning After                   | Phim truyền hình ngắn; 4 tập phim                   |                                                   |
| 2012      | Antiques Roadshow                   | Chính mình                                          | Tập phim: "Junk in the Trunk 2"                   |
| 2012      | Glee                                | Phineas Hayes                                       | Tập phim: "Makeover"                              |
| 2012–2013 | H+                                  | Jason O'Brien                                       | 9 tập phim                                        |
| 2012–2013 | Bunheads                            | Sebastian                                           | 2 tập phim                                        |
| 2013      | The Education of Eddie and Mortimer | Carl đáng sợ                                        | Phim truyền hình                                  |
| 2014      | The Victoria Uyen Show              | Chính mình                                          | Tập phim: "Guardians of the Galaxy Premiere"      |
| 2014      | Bones                               | Tiến sĩ Howard Fitch                                | Tập phim: "The Corpse at the Convention"          |
| 2016      | Superstore                          | Card Shopper                                        | Tập phim: "Secret Shopper"                        |
| 2016      | Gilmore Girls: A Year in the Life   | Kirk Gleason                                        | Mini-Series truyền hình                           |